# Dimorphanthera
Dimorphanthera es un género de plantas fanerógamas perteneciente a la familia Ericaceae.  Comprende 97 especies descritas y de estas, solo 77 aceptadas.

## Taxonomía
El género  fue descrito por (F.Muell. ex Drude) F.Muell. y publicado en Descriptive Notes on Papuan Plants 9: 63. 1890.

## Especies seleccionadas
- Dimorphanthera alba
- Dimorphanthera albida
- Dimorphanthera albiflora
- Dimorphanthera alpina
- Dimorphanthera alpivaga
- Dimorphanthera amblyornidis